# Герб Автономної Республіки Крим
Герб Автоно́мної Респу́бліки Крим — офіційний символ автономії у складі України, затверджений 24 вересня 1992 року на IX сесії Верховної Ради Республіки Крим.

## Опис
Герб являє собою варязький щит, на якому в червоному полі зображений повернений вправо срібний грифон, що тримає в лапі розкриту раковину з блакитною (лазуровою) перлиною. Щит з обох боків підтримується двома білими мармуровими колонами. Навершям щита служить зображення золотого сонця, що сходить. Під щитом розташована синьо-біло-червона (кольорів Прапора Автономної Республіки Крим) девізна стрічка з написом російською мовою «Процветание в единстве» (українською — «Процвітання у єдності»).

### Символіка
- варязький щит нагадує про те, що Крим віддавна знаходився на перетині найважливіших торговельних шляхів, як один із ключових ланцюгів знаменитого шляху із варягів у греки;
- червоне поле щита говорить про героїчну, зачасту драматичну історію півострова і людей, що там живуть;
- грифон є одним з основних і найбільш вживаних символів, характерних для Північного Причорномор'я. Він відомий як символ Херсонеса і Пантикапея, його зображення зустрічається на старовинних листах, печатках, ювелірних виробах і пряжках того часу. Крім того, грифону приписувались охоронні функції. Таким чином, у поєднанні з перлиною, що символізує Крим як унікальний куточок планети, грифон читається як охоронець і захисник молодої республіки;
- лазуровий колір перлини уособлює єдність народів, культур, релігій Криму;
- мармурові античні колони нагадують про найдавніші цивілізації на території півострова;
- золоте сонце, що сходить, символізує відродження і розквіт;
- девіз «Процветание в единстве» є основною ідеєю багатонаціональної Автономної Республіки Крим.

## Історія

### Князівство Феодоро

Герб князівства Феодоро

Князівство використовувало емблему у вигляді двоголового візантійського орла.

### Кримське ханство
Тарак-тамга (крим. taraq tamga) — родовий знак династії Гіреїв, що правила в Криму. Першим цей символ почав використовувати засновник Кримського ханства Хаджі I Гірей.

### Таврійська область
1783 року, після приєднання території Кримського ханства до Російської імперії, на його землях була створена Таврійська область з центром у Сімферополі (колишня Ак-Мечеть).
Герб області затверджений 8 березня 1784 року: У золотому полі двоголовий орел, на грудях якого в блакитному полі золотий восьмикутний хрест, що означає, що хрещення всієї Русі сталось через Херсонес; хрест же поставлений в державному гербі для того, що і він присланий від Грецьких Імператорів до Росії тоді, коли хрещення було сприйнято Великими Князями.
Зображення двоголового орла в часи «масової» герботворчості у XVIII—XIX століттях виглядало звичайним символом для регіонів, новоприєднаних до Російської імперії, і носило багато в чому пропагандистський характер.

### Таврійська губернія
У XIX столітті Таврійська губернія поділялася на вісім повітів: три материкових і п'ять на півострові.

### Кримська Народна Республіка
За часів КНР новий герб затверджено не було.

### Кримська АСРР
1921 року на території Криму створюється Кримська Автономна Радянська Соціалістична Республіка у складі РРФСР. Її герб був витриманий у традиціях геральдичного мистецтва середини 20-х років і відбивав тенденцію однаковості геральдичних емблем.

## Галерея

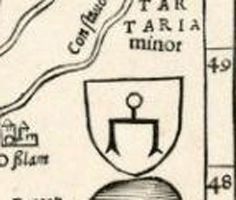
Символ Малої Татарії (Криму) у XVI ст.
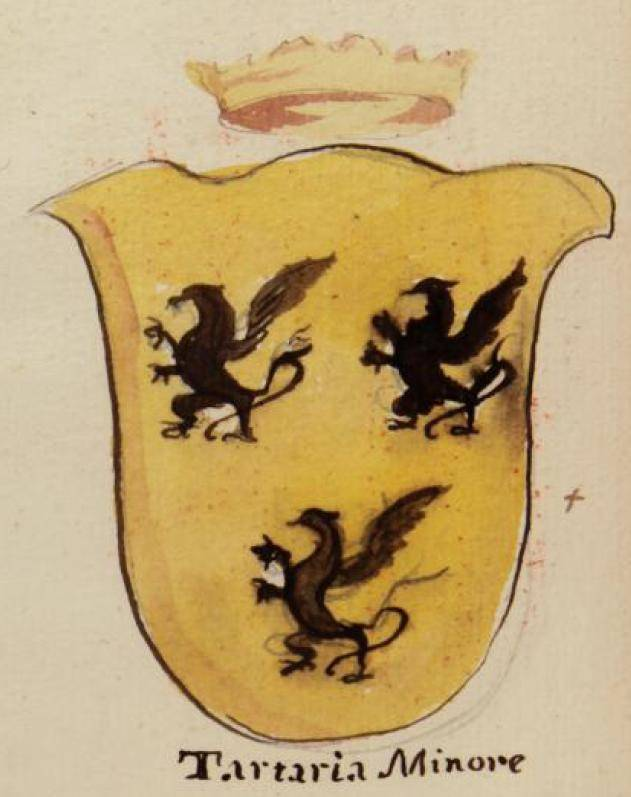
Герб Малої Тартарії (1676)
Герб Кримського ханства (реконструкція)
Герб Таврійської області
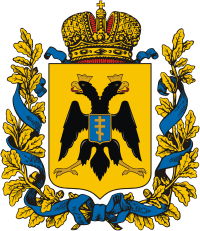
Герб Таврійської губернії
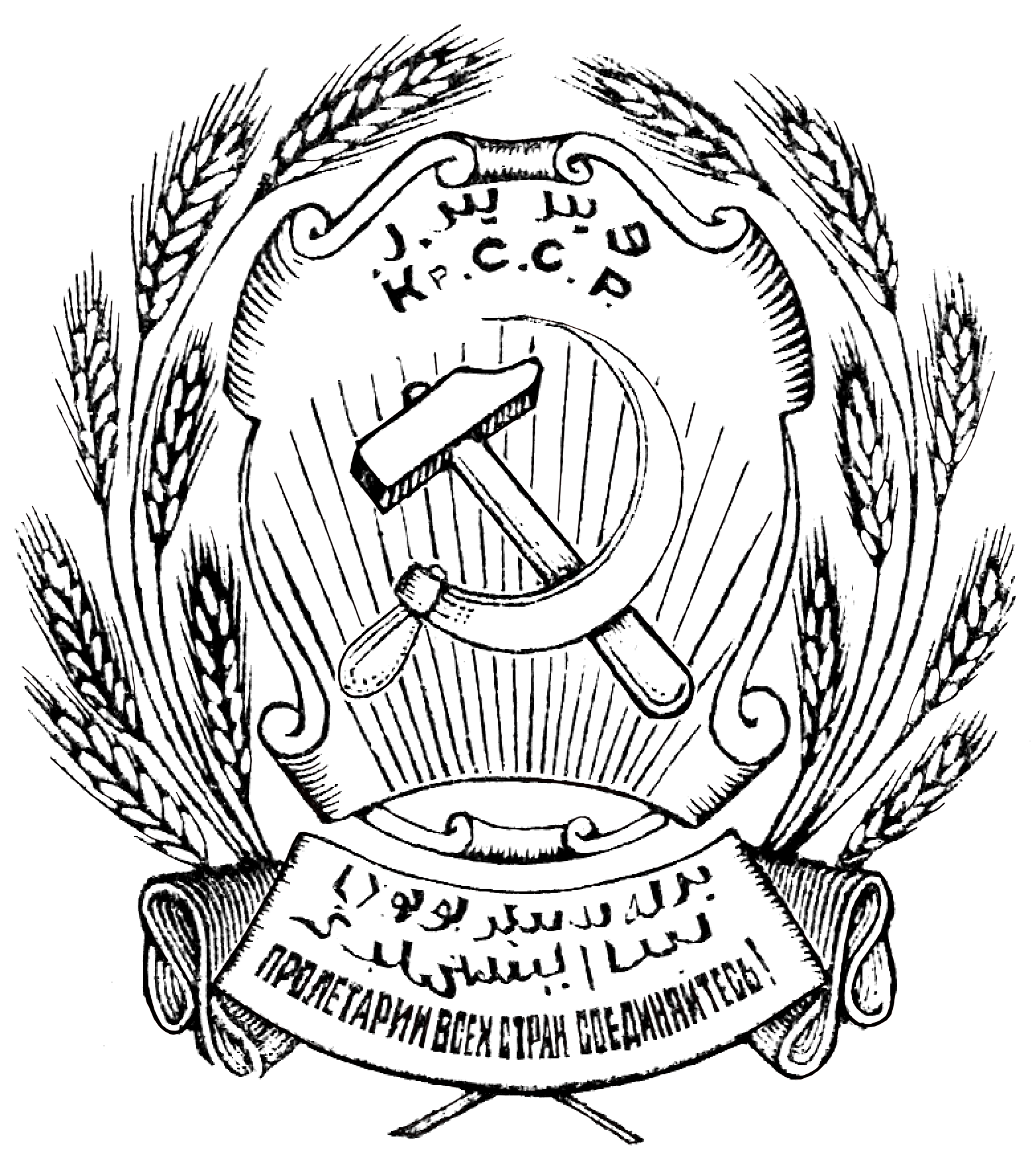
Герб Кримської АРСР (1921-1928)
Герб Кримської АРСР (1938-1944)